# 이원희 (교육자)
이원희(李元熙, 1934년~2022년 2월 4일)는 학교법인 대원학원의 설립자 겸 이사장이다.

## 생애
1934년 충청남도 보령에서 출생하여 연세대학교를 졸업하고 중앙일보·동양방송에서 근무했다. 1977년 학교법인 대원학원을 설립하고, 대원중학교, 대원고등학교, 대원여자고등학교를 설립하여 교장을 지냈다. 1984년 대일외국어고등학교와 함께 한국 최초의 외국어고등학교인 대원외국어고등학교를 설립하였다. 2000년에 한국 스카우트 연맹 총재를 지냈다. 2022년 2월 4일 오전 숙환으로 사망하였다.

## 약력
- 1934년 충청남도 보령 출생[2]
- 1957년 연세대학교 상경대 졸업
- 1967년 연세대학교 경영대학원 졸업
- 미국 Oklahoma City University 명예 인문학박사
- 1964년 동양방송 편성국장
- 1974년 중앙일보·동양방송 상무이사 겸 사업본부장
- 1977년 학교법인 대원학원 설립 이사장
- 1984년 대원외국어고등학교 설립
- 1998년 한국 보이스카우트 서울특별시 연맹 위원장
- 1993년 대원교육장학재단 설립 이사장
- 2000년 한국 스카우트 연맹 총재(현직)
- 2000년 한국 중고하키 연맹 회장(현직)

## 수상내역
- 1999년 한국스카우트 연맹 무궁화 금장 수상
- 2000년 국민훈장 동백장 수상
- 2002년 한국사립 중고등학교법인 협의회 공로상봉황장 수상
- 2009년 인촌상 수상[3]